# Stefano Napoleoni
Stefano Napoleoni (ur. 26 czerwca 1986 w Rzymie) – włoski piłkarz występujący na pozycji napastnika we włoskim klubie Roma City.

## Kariera klubowa

### Początki kariery
Stefano Napoleoni karierę rozpoczynał w juniorskiej drużynie US Tor di Quinto, z którą wygrał m.in. młodzieżowe mistrzostwo Włoch.

### Widzew Łódź
1 lipca 2006 roku trafił do Widzewa Łódź. W nowym zespole zadebiutował 19 września 2006 w meczu Pucharu Polski z Cracovią (0:2).
14 października 2006 w wygranym 5:1 meczu z Górnikiem Łęczna, zadebiutował w Ekstraklasie, zdobywając jednocześnie swojego pierwszego gola. Była to pierwsza bramka strzelona przez włoskiego zawodnika w polskiej lidze. W pierwszym sezonie występów w Polsce, Włoch zagrał w 17 meczach i strzelił 4 bramki, a Widzew zajął 12. miejsce w lidze.
W kolejnym sezonie Napoleoni wystąpił w 27 ligowych meczach Widzewa, strzelając w nich 7 bramek. Ostatecznie jego drużyna zajęła 15. miejsce w lidze i spadła do I ligi. W łódzkim klubie grał jeszcze przez pół roku. Prócz meczów ligowych zagrał również w 6 meczach Pucharu Ekstraklasy (zdobywając jednego gola, w meczu z Cracovią) oraz w 2 meczach Pucharu Polski.
Napoleoni podczas gry w polskiej lidze otrzymał powołanie, jako jedyny z grających ówcześnie w Widzewie obcokrajowców, do kadry zagranicznych gwiazd Orange Ekstraklasy na towarzyski mecz z reprezentacją Polski, rozgrywany 11 marca 2008 w Szczecinie.

### Lewadiakos
Przed rundą wiosenną sezonu 2008/09 przeszedł do greckiego Lewadiakosu, występującego w Superleague Ellada. Zadebiutował tam 14 lutego 2009 w meczu z PAOK FC (0:3). Pierwszą bramkę dla nowego klubu strzelił 15 marca 2009 w meczu z Panioniosem GSS (1:1). Lewadiakos w sezonie 2008/09 zajął ostatnie bezpieczne miejsce w tabeli (13. pozycja). W kolejnym sezonie Napoleoni zagrał w 26 meczach ligowych i strzelił 7 bramek, lecz Lewadiakos zajął 15. miejsce w lidze i spadł do Beta Ethniki. W drugiej lidze greckiej rozegrał w sezonie 2010/11 35 spotkań, w których strzelił 8 bramek i awansował z klubem do Superleague.

### Atromitos
31 stycznia 2013 przeniósł się z Lewadiakosu do innego greckiego klubu- Atromitosu Ateny. W tym klubie zadebiutował 9 lutego 2013 w ligowym meczu z Verią, natomiast pierwszego gola zdobył 19 maja 2013, w przegranym 2:1 meczu z Asterasem Tripolis.

### Başakşehir
W styczniu 2016 roku podpisał 2,5-letni kontrakt z İstanbul Başakşehir z możliwością przedłużenia o kolejny rok. Kwota transferu miała wynosić według greckich mediów 400 tysięcy Euro. W tureckiej Süper Lig zadebiutował 14  lutego 2016 w derbowym spotkaniu z Beşiktaşem JK (2:2), natomiast 23 kwietnia 2016 w meczu z Sivassporem strzelił swojego pierwszego gola w tej lidze. W styczniu 2019 roku ogłoszono przedłużenie umowy z zawodnikiem do końca sezonu 2019/2020.

### Göztepe
2 września 2019 roku postanowił opuścić drużynę Başakşehir i dołączyć do Göztepe SK. Umowę podpisano na jeden sezon z możliwością przedłużenia o rok.

## Statystyki klubowe
| Sezon       | Klub                | Kraj   | Rozgrywki          | Mecze | Bramki |
| ----------- | ------------------- | ------ | ------------------ | ----- | ------ |
| 2006/07     | Widzew Łódź         | Polska | Ekstraklasa        | 17    | 4      |
| 2007/08     | Widzew Łódź         | Polska | Ekstraklasa        | 27    | 7      |
| 2008/09 (j) | Widzew Łódź         | Polska | I liga             | 17    | 0      |
| 2008/09 (w) | APO Lewadiakos      | Grecja | Superleague Ellada | 8     | 3      |
| 2009/10     | APO Lewadiakos      | Grecja | Superleague Ellada | 26    | 7      |
| 2010/11     | APO Lewadiakos      | Grecja | Beta Ethniki       | 32    | 8      |
| 2011/12     | APO Lewadiakos      | Grecja | Superleague Ellada | 18    | 8      |
| 2012/13     | APO Lewadiakos      | Grecja | Superleague Ellada | 10    | 0      |
| 2012/13     | PAE Atromitos       | Grecja | Superleague Ellada | 10    | 1      |
| 2013/14     | PAE Atromitos       | Grecja | Superleague Ellada | 24    | 7      |
| 2014/15     | PAE Atromitos       | Grecja | Superleague Ellada | 30    | 13     |
| 2015/16     | PAE Atromitos       | Grecja | Superleague Ellada | 17    | 3      |
| 2015/16     | İstanbul Başakşehir | Turcja | Süper Lig          | 11    | 2      |
| 2016/17     | İstanbul Başakşehir | Turcja | Süper Lig          | 16    | 4      |
| 2017/18     | İstanbul Başakşehir | Turcja | Süper Lig          | 18    | 2      |
| 2018/19     | İstanbul Başakşehir | Turcja | Süper Lig          | 26    | 3      |
| 2019/20     | Göztepe SK          | Turcja | Süper Lig          | 29    | 6      |